# Russellville, Arkansas
Russellville là quận lỵ quận Poe trong tiểu bang Arkansas, Hoa Kỳ. Thành phố có diện tích km2, dân số theo điều tra năm 2000 của Cục điều tra dân số Hoa Kỳ là 27.586 người.
Đại học Kỹ thuật Arkansas nằm ở thành phố này. Thành phố có Arkansas Nuclear One, nhà máy điện hạt nhân duy nhất của Arkansas. Russellville giáp hồ Dardanelle và sông Arkansas. Đây là thành phố chính trong vùng thống kê tiểu đô thị Russville gồm tất cả quận Pope và quận Yell.